# Frederik Vesti
Frederik Vesti  (Vejle, 2002. január 13.–) dán autóversenyző, a Mercedes Junior Team tagja, 2019-ben a Formula Regionális Európa-bajnokság történetének első győztese lett.

## Pályafutása

### A kezdetek
Vesti 2002-ben született Vejle községben, a Jylland-félszigeten, Dánia délkeleti részén. Mint a legtöbb autóversenyző, ő is gokartozással kezdte meg pályafutását. Egymást követő két évben is megnyerte hazája gokartbajnokságát két különböző kategóriában. 2016-ban váltott együléses formulaautókra, a Dán Formula Ford-bajnokságban, ahol korábban megfordult többek között a későbbi Formula–1-es pilóta, Kevin Magnussen is. A Vesti Höyer Motorsport alakulatával a 4. lett összetettben, így indulási jogot szerzett a Németországban futó ADAC Formula–4-be. A következő évben az egyik legerősebb csapat, a holland Van Amersfoort Racing színeiben indult. 2017. július 9-én győzedelmeskedett az Oscherslebenban rendezett harmadik futamon. A dán Formula–4-ben a saját neve alatt futó istállóval ezüstérmet szerzett az összetettben Daniel Lundgaard mögött úgy, hogy két fordulót is kihagyott. 
2018-ban ismét indult Németországban és az olasz Formula–4-es kategóriában is. Még ebben az évben csapata, a Van Amersfoort Racing lehetőséget biztosított neki egy géposztállyal feljebb, szabad kártyásként a Formula–3 Európa-bajnokság szezonzáróján.

### Formula Regionális Európa-bajnokság
2019-re az olasz Prema Powerteam igazolta le az újonnan alapított Formula Regionális Európa-bajnokságba. A szezonban összesen 13 alkalommal nyert, melyből kiemelkedik az évad 5. és 11. futama között szerzett, sorozatos 6 sikere. Ezenkívül összesen hússzor állt fel a dobogó valamelyik fokára, amivel a sorozat történetének első bajnoka lett nagy, 131 pontos előnnyel maga mögé utasítva a Ferrari által támogatott brazil Enzo Fittipaldit.

### Formula–3
2020 januárjában hivatalossá vált, hogy a Prema második versenyzője lett a 2020-as FIA Formula–3 bajnokságra. 2020. július 11-én pole-pozícióból indulva győzedelmeskedett a Red Bull Ringen. A futam piros zászlós megszakítás után a tervezettnél előbb ért véget a heves esőzések miatt. Következő dobogóját csak a nyári szünet után érte el Spa-ban. Monzában és Mugellóban még az évad végén diadalmaskodott 1-1 alkalommal. Eredményivel hozzásegítette az olasz istállót a konstruktőri bajnoki címhez. Az egyéni tabella 4. pozícióban zárt.
2021. január 19-én elhagyta a Premát és az ART Grand Prix-hez igazolt Alekszandr Szmoljar és a visszatérő Juan Manuel Correa mellé. Az idénykezdet nem alakult jól a számára, hiszen 7 futamból csak egyszer sikerült pódiumra állnia Barcelonában. Szezonbéli első sikerét az osztrák nagydíj harmadik futamán érte el, ahol már az ötödik körben megelőzte Dennis Hauget. A debütáló zandvoorti aszfaltcsíkon 3. helyen rangsorolták. Itt matematikailag is elvesztette esélyeit a bajnoki címre. Az év legutolsó megmérettetésén, Szocsiban két körrel a leintés előtt tudta maga mögé Clémant Novalakot. Ezzel bebiztosította előző évi 4. helyét a végelszámolásban 138 pontot gyűjtve. Érdekesség, hogy a 20 verseny alatt egyszer esett ki, még a Hungaroringen műszaki hiba miatt.

### Formula–2
2021 decemberében részt vett az FIA Formula–2 bajnokságban szezonutáni tesztjén a Yas Marina Circuit-en. 2022. január 21-én bejelentésre került, 2022-ben teljes szezont fut továbbra is ART alkalmazásában, Théo Pourchaire csapattársaként. Barcelonában megszerezte első dobogós helyét a fő versenyen. Bakuban, az utcai pályán első győzelmét is megszerezte a kategóriában, megelőzve Jehan Daruvalát és Liam Lawsont. A szezon hátralévő részében egy harmadik helyezést ért el a Paul Ricardon és két darab második helyet Monzában. A bajnoki tabellán a 9., az újoncok között pedig a 4. helyen végzett.

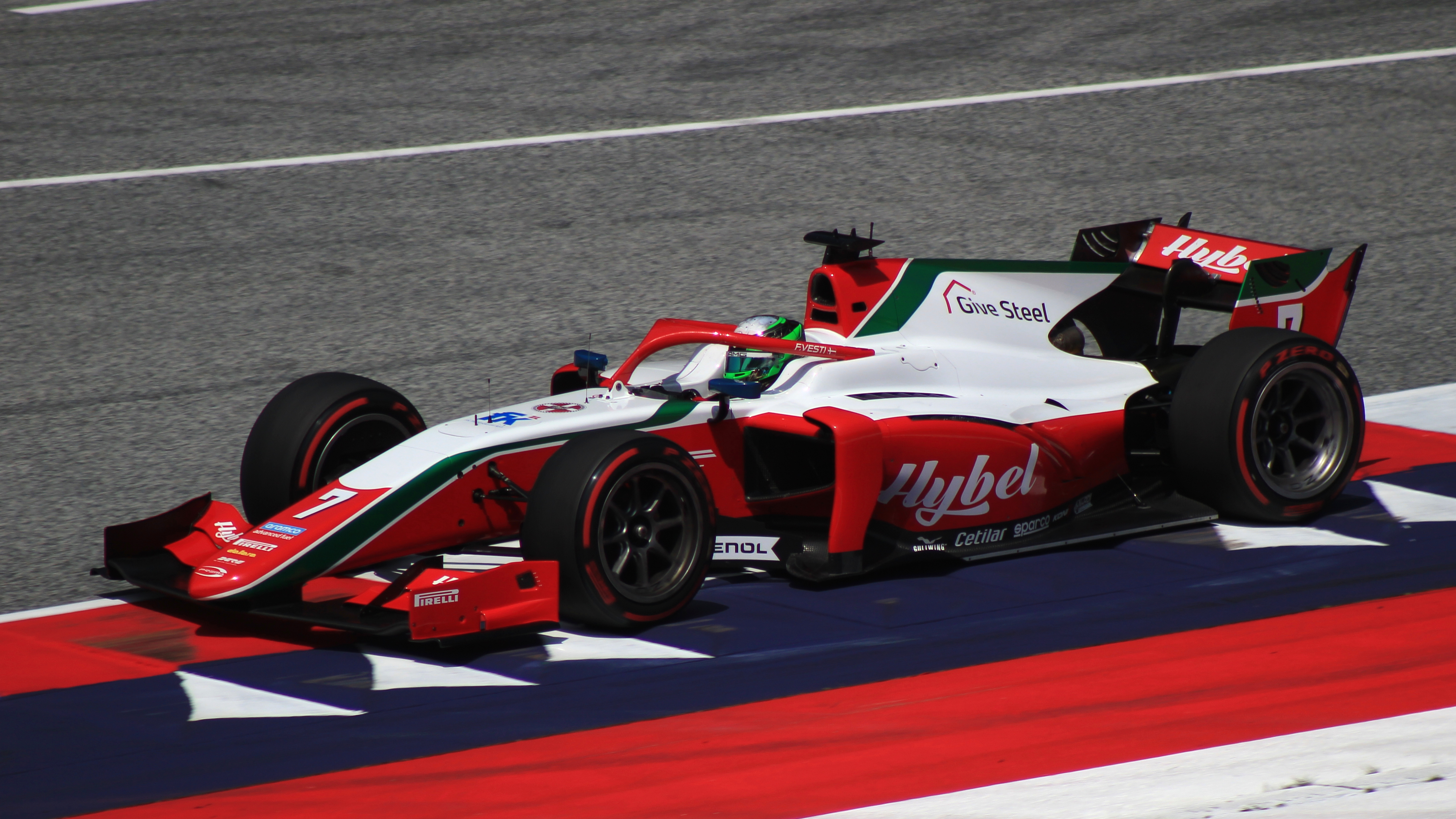
Vesti a 2023-as osztrák nagydíjon.

A Yas Marina-ban lezajlott szezonzárót követően bejelentették, hogy Vesti a 2023-as szezonra korábbi csapatához, a Prema Racinghez igazol, Oliver Bearman mellé. Vesti az ötödik helyen kvalifikálta magát a bahreini nyitányon, de három hellyel büntették a sprintversenyre, Arthur Leclerc akadályozása miatt. A sprintversenyen mindössze a 17. helyen végzett. Vasárnap, a fő futamon a Richard Verschoorral való ütközés után kiesett, majd öt rajthelyes büntetést kapott a következő fordulóra. Dzsiddában megszerezte második győzelmét a sorozatban Jack Doohan előtt. A bakui sprintversenyen csapattársa, Bearman mögött a második helyet szerezte meg. Monte-Carlóban jó versenyzéssel rajt-cél győzelmet aratott a legendás utcai pályán. Harmadik győzelmét a szezonban a barcelonai sprintversenyen érte el Théo Pourchaire előtt, majd a Red Bull Ringen elért harmadik harmadik helye után, megszerezte szezonbeli negyedik győzelmét a Silverstone-ban a sprintversenyen. A szezon utolsó előtti sprintversenyén, Monzában ötödik győzelmét érte el a szezonban, és csökkentette a lemaradást Pourchaire ellen a bajnoki tabellán. Az évadzáró tabellán Abu-dzabiban megszerezte a győzelmet az első gp-n és a harmadik helyet a fő versenyen, de ez nem volt elég ahhoz, hogy megelőzze Pourchaire-t az összetettben. Vesti így a 2. helyen zárta a szezont, mindössze 11 ponttal lemaradva a francia riválisától.

### Formula–1
2021. január 19-én a felvették a gyári Mercedes Formula–1-es csapatának versenyzői akadémiájára. A 2022-es Abu-dzabi nagydíj után tartott fiatal pilóták tesztjén tesztjén autóba ült a Mercedesnél. Összességében 124 kört tett meg a pályán, és a 22. lett a teszt során.
Első éles Formula–1-es versenyhétvégéjén, a 2023-as Mexikóvárosi nagydíjon vezetett az első szabadedzésen. 26 kört autózott, és a 19. helyen végzett. Az évadzáró Abu-dzabi nagydíjon is körözhetett a pályán. A fiatal pilóták tesztjén is a csapatnál ment és a 3. legjobb időt érte el.
A Mercedes előléptette 2024-re hivatalos tartalékversenyzőjüknek, megosztva a szerepét Mick Schumacherrel. Az évben vezette először a Mercedes W15-öt a Yas Marina fiatal pilóták délelőtti tesztjén, ahol összesítésben a 21. helyen végzett.

### Sportautózás
2024 januárjában bejelentették, hogy Vesti debütál a sportautózásban, az európai Le Mans-szériában az LMP2-es osztályban Alejandro García és Habsburg Ferdinánd mellett. A szezont Barcelonában egy 12. hellyel kezdték, majd a Paul Ricardon a 2. helyen intették le őket, így szerezték meg első dobogójukat. Miután a következő három forduló során csak egy pontot szereztek, a harmadik helyen zártak a portimãói szezonzárón. A szezon során két dobogós helyezést elérő trió 34 ponttal a 9. helyen végzett az LMP2-ben. Az évben az első Le Mans-i 24 órás versenyén is részt vett a Cool Racinggel Matt Bell és Naveen Rao oldalán. Az autójuk korán hűtőproblémával küzdött, és két kör hátrányba kerültek, aminek következtében az LMP2 kategóriában a 10. helyen zártak.

## Eredményei

### Karrier összefoglaló
| Év   | Bajnokság                           | Csapat                      | Verseny        | Győzelem       | Pole           | Leggyorsabb kör | Dobogó         | Pont           | Helyezés       |
| ---- | ----------------------------------- | --------------------------- | -------------- | -------------- | -------------- | --------------- | -------------- | -------------- | -------------- |
| 2016 | Dán Formula Ford-bajnokság          | Vesti Höyer Motorsport      | 20             | 2              | 0              | 1               | 8              | 254            | 4.             |
| 2017 | ADAC Formula–4-bajnokság            | Van Amersfoort Racing       | 21             | 1              | 0              | 2               | 3              | 113            | 7.             |
| 2017 | Dán Formula–4-bajnokság             | Vesti Motorsport            | 15             | 8              | 5              | 4               | 15             | 320            | 2.             |
| 2017 | Amerikai Formula–4-bajnokság        | Global Racing Group         | 2              | 0              | 0              | 0               | 0              | 1              | 29.            |
| 2018 | ADAC Formula–4-bajnokság            | Van Amersfoort Racing       | 21             | 2              | 1              | 3               | 8              | 211            | 4.             |
| 2018 | Olasz Formula–4-bajnokság           | Van Amersfoort Racing       | 3              | 2              | 1              | 1               | 3              | 68             | 10.            |
| 2018 | Formula–3 Európa-bajnokság          | Van Amersfoort Racing       | 3              | 0              | 0              | 0               | 0              | 0              | HN‡            |
| 2018 | Makaói nagydíj                      | Van Amersfoort Racing       | 1              | 0              | 0              | 0               | 0              | —              | 15.            |
| 2019 | Formula Regionális Európa-bajnokság | Prema Powerteam             | 24             | 13             | 10             | 9               | 20             | 467            | 1.             |
| 2019 | Makaói nagydíj                      | SJM Prema Theodore Racing   | 1              | 0              | 0              | 0               | 0              | —              | 10.            |
| 2020 | Formula–3                           | Prema Racing                | 18             | 3              | 1              | 3               | 4              | 146,5          | 4.             |
| 2021 | Formula–3                           | ART Grand Prix              | 20             | 1              | 1              | 0               | 5              | 138            | 4.             |
| 2022 | Formula–2                           | ART Grand Prix              | 28             | 1              | 1              | 1               | 5              | 117            | 9.             |
| 2023 | Formula–2                           | Prema Racing                | 25             | 6              | 1              | 1               | 10             | 192            | 2.             |
| 2023 | Formula–1                           | Mercedes                    | Tesztpilóta    | Tesztpilóta    | Tesztpilóta    | Tesztpilóta     | Tesztpilóta    | Tesztpilóta    | Tesztpilóta    |
| 2024 | Európai Le Mans-széria              | Cool Racing                 | 6              | 0              | 0              | 0               | 2              | 34             | 9.             |
| 2024 | GT Európa Endurance-kupa            | Mercedes-AMG GruppeM Racing | 1              | 0              | 0              | 0               | 0              | 0              | HN             |
| 2024 | Formula–1                           | Mercedes                    | Tartalékpilóta | Tartalékpilóta | Tartalékpilóta | Tartalékpilóta  | Tartalékpilóta | Tartalékpilóta | Tartalékpilóta |
| 2025 | IMSA                                | Cadillac Whelen             | 0              | 0              | 0              | 0               | 0              | 0*             | HN*            |

* A szezon jelenleg is zajlik.
‡ Mivel Vesti vendégversenyző volt, így nem jogosult pontszerzésre.

### Teljes Formula–3 Európa-bajnokság eredménysorozata
(Táblázat értelmezése)

(Félkövér: pole-pozícióból indult; dőlt: leggyorsabb kört futott) 

| Év   | Csapat                | 1     | 2     | 3     | 4     | 5     | 6     | 7     | 8     | 9     | 10    | 11    | 12    | 13    | 14    | 15    | 16    | 17    | 18    | 19    | 20    | 21    | 22    | 23    | 24    | 25    | 26    | 27    | 28       | 29       | 30       | Helyezés | Pont |
| ---- | --------------------- | ----- | ----- | ----- | ----- | ----- | ----- | ----- | ----- | ----- | ----- | ----- | ----- | ----- | ----- | ----- | ----- | ----- | ----- | ----- | ----- | ----- | ----- | ----- | ----- | ----- | ----- | ----- | -------- | -------- | -------- | -------- | ---- |
| 2018 | Van Amersfoort Racing | PAU 1 | PAU 2 | PAU 3 | HUN 1 | HUN 2 | HUN 3 | NOR 1 | NOR 2 | NOR 3 | ZAN 1 | ZAN 2 | ZAN 3 | SPA 1 | SPA 2 | SPA 3 | SIL 1 | SIL 2 | SIL 3 | MIS 1 | MIS 2 | MIS 3 | NÜR 1 | NÜR 2 | NÜR 3 | RBR 1 | RBR 2 | RBR 3 | HOC 1 10 | HOC 2 20 | HOC 3 14 | HN‡      | 0‡   |

‡ Mivel Vesti vendégversenyző volt, így nem jogosult pontszerzésre.

### Teljes Formula Regionális Európa-bajnokság eredménysorozata
(Táblázat értelmezése)

(Félkövér: pole-pozícióból indult; dőlt: leggyorsabb kört futott) 

| Év   | Csapat          | 1     | 2     | 3       | 4       | 5       | 6       | 7     | 8       | 9       | 10    | 11      | 12    | 13      | 14      | 15    | 16      | 17    | 18      | 19       | 20    | 21      | 22      | 23      | 24      | 25      | Helyezés | Pont |
| ---- | --------------- | ----- | ----- | ------- | ------- | ------- | ------- | ----- | ------- | ------- | ----- | ------- | ----- | ------- | ------- | ----- | ------- | ----- | ------- | -------- | ----- | ------- | ------- | ------- | ------- | ------- | -------- | ---- |
| 2019 | Prema Powerteam | LEC 1 | LEC 2 | LEC 3 1 | VLL 1 5 | VLL 2 1 | VLL 3 T | HUN 1 | HUN 2 1 | HUN 3 1 | RBR 1 | RBR 2 1 | RBR 3 | IMO 1 3 | IMO 2 1 | IMO 3 | IMO 4 6 | CAT 1 | CAT 2 3 | CAT 3 10 | MUG 1 | MUG 2 1 | MUG 3 4 | MNZ 1 2 | MNZ 2 3 | MNZ 3 1 | 1.       | 467  |

† A versenyt nem fejezte be, de helyezését értékelték.

### Teljes FIA Formula–3-as eredménysorozata
(Táblázat értelmezése)

(Félkövér: pole-pozícióból indult; dőlt: leggyorsabb kört futott) 

| Év   | Csapat         | 1          | 2          | 3           | 4          | 5          | 6          | 7          | 8          | 9          | 10         | 11         | 12         | 13        | 14        | 15        | 16          | 17        | 18        | 19        | 20        | 21        | Helyezés | Pont  |
| ---- | -------------- | ---------- | ---------- | ----------- | ---------- | ---------- | ---------- | ---------- | ---------- | ---------- | ---------- | ---------- | ---------- | --------- | --------- | --------- | ----------- | --------- | --------- | --------- | --------- | --------- | -------- | ----- |
| 2020 | Prema Racing   | AUT1 FEA 4 | AUT1 SPR 6 | AUT2 FEA 1‡ | AUT2 SPR 8 | HUN FEA Ki | HUN SPR Ki | GBR1 FEA 5 | GBR1 SPR 4 | GBR2 FEA 4 | GBR2 SPR 8 | ESP FEA Ki | ESP SPR 21 | BEL FEA 6 | BEL SPR 2 | ITA FEA 1 | ITA SPR 23† | MUG FEA 1 | MUG SPR 9 |           |           |           | 4.       | 146,5 |
| 2021 | ART Grand Prix | ESP SP1 7  | ESP SP2 3  | ESP FEA 7   | FRA SP1 15 | FRA SP2 10 | FRA FEA 6  | AUT SP1 7  | AUT SP2 2  | AUT FEA 1  | HUN SP1 Ki | HUN SP2 16 | HUN FEA 7  | BEL SP1 4 | BEL SP2 6 | BEL FEA 6 | NED SP1 9   | NED SP2 3 | NED FEA 8 | RUS SP1 8 | RUS SP2 T | RUS FEA 2 | 4.       | 138   |

† A versenyt nem fejezte be, de helyezését értékelték, mert a versenytáv több, mint 90%-át teljesítette.
‡ A versenyt félbeszakították, és mivel nem teljesítették a táv 75%-át, így csak a pontok felét kapta meg.

### Teljes FIA Formula–2-es eredménysorozata
(Táblázat értelmezése)

(Félkövér: pole-pozícióból indult; dőlt: leggyorsabb kört futott) 

| Év   | Csapat         | 1          | 2          | 3          | 4           | 5          | 6         | 7         | 8         | 9          | 10         | 11        | 12        | 13        | 14        | 15         | 16         | 17        | 18        | 19        | 20         | 21         | 22         | 23         | 24         | 25        | 26        | 27         | 28         | Helyezés | Pont |
| ---- | -------------- | ---------- | ---------- | ---------- | ----------- | ---------- | --------- | --------- | --------- | ---------- | ---------- | --------- | --------- | --------- | --------- | ---------- | ---------- | --------- | --------- | --------- | ---------- | ---------- | ---------- | ---------- | ---------- | --------- | --------- | ---------- | ---------- | -------- | ---- |
| 2022 | ART Grand Prix | BHR SPR 13 | BHR FEA Ki | KSA SPR 12 | KSA FEA 18† | IMO SPR 10 | IMO FEA 6 | ESP SPR 7 | ESP FEA 3 | MON SPR 11 | MON FEA 14 | AZE SPR 1 | AZE FEA 7 | GBR SPR 6 | GBR FEA 5 | AUT SPR 12 | AUT FEA 14 | FRA SPR 5 | FRA FEA 3 | HUN SPR 5 | HUN FEA 4  | BEL SPR 15 | BEL FEA 11 | NED SPR 11 | NED FEA 15 | ITA SPR 2 | ITA FEA 2 | UAE SPR 11 | UAE FEA 11 | 9.       | 117  |
| 2023 | Prema Racing   | BHR SPR 17 | BHR FEA Ki | KSA SPR 6  | KSA FEA 1   | AUS SPR 8  | AUS FEA 4 | AZE SPR 2 | AZE FEA 4 | MON SPR 9  | MON FEA 1  | ESP SPR 1 | ESP FEA 5 | AUT SPR 9 | AUT FEA 3 | GBR SPR 1  | GBR FEA Ki | HUN SPR 9 | HUN FEA 2 | BEL SPR 6 | BEL FEA Ni | NED SPR 7^ | NED FEA Ki | ITA SPR 1  | ITA FEA Ki | UAE SPR 1 | UAE FEA 3 |            |            | 2.       | 192  |

† A versenyt nem fejezte be, de helyezését értékelték, mert a versenytáv több, mint 90%-át teljesítette.
^ A versenyt kevesebb, mint 2 kör után félbeszakították, így nem osztottak pontokat.

### Teljes Formula–1-es eredménysorozata
(Táblázat értelmezése)

(Félkövér: pole-pozícióból indult; dőlt: leggyorsabb kört futott) 

| Év   | Csapat   | 1   | 2   | 3   | 4   | 5   | 6   | 7   | 8   | 9   | 10  | 11  | 12  | 13  | 14  | 15  | 16  | 17  | 18  | 19     | 20  | 21  | 22     | Helyezés | Pont |
| ---- | -------- | --- | --- | --- | --- | --- | --- | --- | --- | --- | --- | --- | --- | --- | --- | --- | --- | --- | --- | ------ | --- | --- | ------ | -------- | ---- |
| 2023 | Mercedes | BHR | SAU | AUS | AZE | MIA | MON | ESP | CAN | AUT | GBR | HUN | BEL | NED | ITA | SIN | JPN | QAT | USA | MEX Tp | BRA | LVS | UAE Tp | —        | —    |

* A szezon jelenleg is zajlik.

### Teljes Európai Le Mans-széria eredménysorozata
(Táblázat értelmezése)

(Félkövér: pole-pozícióból indult; dőlt: leggyorsabb kört futott) 

| Év   | Csapat      | Osztály | Autó     | 1      | 2     | 3      | 4      | 5      | 6     | Helyezés | Pont |
| ---- | ----------- | ------- | -------- | ------ | ----- | ------ | ------ | ------ | ----- | -------- | ---- |
| 2024 | Cool Racing | LMP2    | Oreca 07 | CAT 12 | LEC 2 | IMO 10 | SPA 11 | MUG 13 | ALG 3 | 9.       | 34   |

* A szezon jelenleg is zajlik.

### Le Mans-i 24 órás autóverseny
| Év   | Csapat      | Csapattárs           | Autó            | Kategória   | Kör | Összetett Helyezés | Kategória Helyezés |
| ---- | ----------- | -------------------- | --------------- | ----------- | --- | ------------------ | ------------------ |
| 2024 | Cool Racing | Matt Bell Naveen Rao | Oreca 07-Gibson | LMP2        | 291 | 24.                | 10.                |
| 2024 | Cool Racing | Matt Bell Naveen Rao | Oreca 07-Gibson | LMP2 Pro-Am | 291 | 24.                | 5.                 |